# ČZ 2000
O ČZ 2000 é um protótipo de sistema de armas tcheco de calibre 5,56 mm, consistindo de um fuzil padrão, carabina e metralhadora leve. O sistema foi desenvolvido em 1991 após adaptar o protótipo de arma de fogo LADA, com câmara para o cartucho 5,45×39mm M74, para o cartucho padrão da OTAN 5,56×45mm com a bala SS109. J. Denel da empresa Prototypa-ZM sediada em Brno é o projetista-chefe de ambos os sistemas. O ČZ 2000 (abreviação de Česká zbrojovka, e o número 2000 significa que este é um sistema de armas do ano 2000) seria produzido pela Česká zbrojovka de Uherský Brod. Foi planejado para ser a nova arma de serviço do Exército Tcheco, substituindo: o fuzil de assalto vz. 58 7,62 mm, a submetralhadora vz. 61 Škorpion 7,65 mm e a metralhadora UK vz. 59 7,62 mm. Em 2007, o projeto foi descontinuado.